# Göran Tidström
Göran Tidström (* 1946) ist ein schwedischer Wirtschaftsprüfer.

## Leben
Von 2000 bis 2002 war er Präsident der Fédération des Experts Comptables Européens. Von 2002 bis 2009 war er Chairman der European Financial Reporting Advisory Group, die die Europäische Kommission in der Übernahme der International Financial Reporting Standards berät. Ab 2011 war er Präsident der International Federation of Accountants (IFAC), von 2008 bis 2010 war er bereits Vizepräsident. Er ist Partner und war Chairman bei Ernst & Young in Schweden. Er lebt in Neuseeland.
| Personendaten    | Personendaten                  |
| ---------------- | ------------------------------ |
| NAME             | Tidström, Göran                |
| KURZBESCHREIBUNG | schwedischer Wirtschaftsprüfer |
| GEBURTSDATUM     | 1946                           |